# Josep de la Trinxeria
Josep de la Trinxeria (en français : Joseph de La Trinxeria) est un fermier, héros de la révolte des Angelets, dans le Vallespir, né à Prats-de-Mollo en juillet 1637, mort à Barcelone en mai 1694.

## Biographie

### L'introduction de la gabelle du sel dans le Roussillon en 1661
Prats-de-Mollo devient une ville française par le traité des Pyrénées, signé le 7 novembre 1659. Grâce aux franchises qui leur ont été accordées par les rois d'Aragon, les habitants étaient exonérés de la gabelle par Pierre III d'Aragon et les Corts de Montço depuis 1283. Ces franchises sont reconduites dans le traité des Pyrénées. Le 10 avril 1600, le roi Louis XIV qui se rend à Saint-Jean-de-Luz pour y épouser l'infante Marie-Thérèse, est à Perpignan. Le 17 juin 1660, à Saint-Jean-de-Luz, le roi donne un édit créant le Conseil souverain de Roussillon, pour de tout juger souverainement et en dernier ressort suivant les lois et ordonnances du pays. En novembre 1661, la gabelle du sel est instaurée en Roussillon par un édit du roi. Le Conseil souverain refuse d'abord d'enregistrer l'édit car contraire aux Usatges, mais le roi répond au Conseil : Nous aurions recherché avec soins d'autres moyens pour tirer annuellement quelques secours pour nous ayder à supporter la dépense des places fortes et payer les gages des officiers; et entre tous ceux qui nous ont esté proposés, nous n'en avons point trouvé de plus juste et moins onéreux à nos sujets du dit pays que d'establir la vente du sel à nostre profit, en la même manière qu'en nostre province du Langued'oc, puisque chacun de nos sujets en portera sa part.
L'imposition de la gabelle va entraîner la mise en place de gardes chargés de surveiller la frontière et de lutter contre la contrebande. Des gardes vont être placés pour surveiller les salins de Canet et obliger les propriétaires à amener leur production aux receveur des fermiers de la gabelle du sel. L'importation du sel en provenance de la Principauté de Catalogne est interdite et le Roussillon est rattaché à la ferme du Languedoc. Devant l'impopularité de ce nouvel impôt, les fermiers, en accord avec l'intendant Charles Macqueron, ont proposé leur sel à un prix inférieur à celui de leur bail, mais à la suite d'une requête des ferliers de Provence et du Dauphiné, un arrêt du Conseil du Roi leur interdit cette pratique par un arrêt du 9 mai 1663. Le 9 juin, l'intendant Masqueron écrit que cette décision va contre les intérêts de la ferme elle-même.
Les premiers affrontements arrivent en avril 1662 avec des faux-sauniers amenant du sel de Canet. Rapidement la route du sel de Canet va se fermer au profit de chemins plus sûrs. Dès 1670 ces salins de Canet sont à l'abandon. Le gros du trafic franchit le col du Perthus et le col du Portel. Plusieurs gabelous sont tués au cours d'embuscades nocturnes. Les routes des faux-sauniers passent ensuite par le Haut Vallespir. Dès 1663, des populations entières du Vallespir vont se dresser contre les gardes de la gabelle.

### Pierre-Paul Riquet, la gabelle du Roussillon et le canal des Deux-Mers
Pierre-Paul Riquet est alors fermier de la gabelle du Languedoc, pays de petite gabelle, où il avait obtenu en 1634 une ferme et était le receveur du grenier à sel de Mirepoix. En 1647, il est sous-fermier des gabelles pour les greniers à sel de Mirepoix et de Castres, puis en 1661, il est chargé de la mise en place de la ferme des gabelles dans le Roussillon. C'est le 15 novembre 1662 que Pierre-Paul Riquet écrit à Jean-Baptiste Colbert pour l'entretenir pour la première fois de son projet de canal pour la communication des deux mers Océane et Méditerranée. Les revenus que lui donne la ferme générale des gabelles du Roussillon vont permettre à Riquet de financer la construction du canal du Midi. En octobre 1668, Riquet a obtenu la jouissance des mines de fer du Roussillon situées autour du Canigou. La révolte contre la gabelle s'amplifiant limitait les revenus de Riquet nécessaires pour financer la construction du canal. Pour limiter la révolte, le prix du minot de sel a été fixé à 4 livres dans le Roussillon au lieu de 6 livres dans le Languedoc, mais 7 août 1662, Colbert écrit pour augmenter le prix. En 1663, le minot de sel est passé de 4 livres à 6 livres à la suite de l'arrêt du Conseil du Roi du 9 mai 1663.

### Josep de la Trinxeria
Josep de la Trinxeria est un fermier appartenant à une branche cadette de la famille de ce nom. En 1666, les préposés de la gabelle en Roussillon découvrent chez lui une certaine quantité de sel et lui font un procès. Il est condamné à payer 66 livres. Considérant l'amende injuste, il se révolte, prend les armes avec d'autres habitants qui s'attaquent aux préposés et en tuent plusieurs. Les préposés survivants se retirent à Céret et n'en bougent plus pendant deux ans. Josep de la Trinxeria et sa troupe, qu'il appelle Miquelets, et qui ont été rejoints par la troupe de Lamberto Manera, parcourent alors le Vallespir sans que les troupes royales réussissent à les saisir. En 1667, les Espagnols vont mener des raids dans le Roussillon pendant la guerre de Dévolution. Gaspar Téllez-Girón, 5e duc d'Osuna, vice-roi de Catalogne, va se servir de ces révoltés pour lutter contre les Français. Le Conseil souverain délivre un arrêt, le 21 juillet 1668, qui déclare perturbateurs publics La Trinxeria et ses deux lieutenants Damien Nohell et Jean-Michel Mestre, l'hereu Just. En 1668, les Miquets se font appeler les « Angelets de la Terra ».
Le 28 janvier 1668, Riquet écrit à Colbert : La guerre d'Espagne me fait plus de mal que je ne saurais vous dire. Les Miquelets courent sur mes commis, les tuent, enlèvent mon argent, et les affaires sont à ce point que personne ne veut plus demeurer sur la frontière que j'ai été contraint de faire abandonner et retirer les gardes des gabelles au milieu dudit pays.
François de Sagarre, président à mortier du Conseil souverain de Roussillon entreprend de les exterminer. Il part de Perpignan dans ce but le 14 septembre 1668, à la tête d'une petite troupe, en compagnie de ses collègues de Marti et de Trobat, avocats généraux au Conseil Souverain. Après être passés par Céret, ils arrivent à Arles et décident d'aller établir la gabelle dans les villes et villages de la montagne. Ils sont pris dans une embuscade montée par les Angelets et doivent retourner à Arles où ils sont assiégés jusqu'à ce qu'une troupe soit envoyée pour les libérer et les ramener à Céret. La gabelle ne peut alors être introduite dans le Vallespir. Pierre-Paul Riquet est à Perpignan en octobre 1668 pour négocier avec les chefs des Miquelets. Un accord est trouvé le 22 décembre 1668. Les habitants du Vallespir obtiennent un prix de faveur pour l'achat du sel. L'annonce de l'arrivée prochaine en Roussillon de nombreuses troupes, la promesse d'une amnistie générale, l'offre de réductions sur les prix du sel ont amené une détente des esprits et la dispersion momentanée des bandes d'Angelets dans les derniers jours de l'année 1668.
Les préposés peuvent alors revenir à Prats-de-Mollo. Mais ce calme est de courte durée car ce qu'avait obtenu le Vallespir, les habitants des vallées voisines ont voulu obtenir le même. Joan Miquel Mestres recommence des attaques en septembre 1669. Le bayle de Prats-de-Mollo l'arrête le 22 janvier 1670 dans le village de Baillestavy. La Trinxeria et Nohell qui étaient demeurés tranquilles, entrent à leur tour en campagne avec leurs anciens soldats et vont délivrer leur compagnon. Ils entrent dans Prats-de-Mollo, s'emparent de la femme et des enfants du gouverneur et le somment de leur livrer Joan Miquel Mestres en échange. La troupe d'Angelets descend sur Arles, s'en empare, fait fuir la garnison et tue le bayle, le 27 février 1670. Le 31 mars la troupe est sous les murs de Céret qui est secourue par les troupes du Roussillon. Le Noël Bouton, comte de Chamilly a alors été chargé d'arracher le Vallespir à la domination de La Trinxeria. Il a conduit ce combat avec détermination et vigueur. La Teixera se retire alors en Catalogne avec ses hommes et s'établit à Olot. Le 14 avril 1671, le Conseil souverain a condamné à mort par contumace La Trinxeria, ses lieutenants et leurs complices.
Le 30 août 1673, pendant la guerre de Hollande, les Provinces-Unies, l'Autriche, l'Espagne et le duc de Lorraine Charles IV forment la Grande alliance de La Haye contre la France. Profitant des dispositions favorables de Francisco Tuttavilla y del Tufo (1604-1679), maréchal duc de San Germano, vice-roi de Catalogne, à la reprise du Roussillon et de Cerdagne par les Catalans, Josep de la Trinxeria se met au service de l'armée de Charles II d'Espagne et de Catalogne-Aragon, alors en guerre avec la France. Aux premiers jours de mai 1674, les troupes espagnoles ont passé la frontière et mis le siège du fort de Bellegarde. Elles contrôlent tous les villages des Albères, la haute vallée du Tech. Emmanuel de Llupia a pris Arles et Céret. Elles ont fait de Maureillas leur poste avancé. Des conspirations contre les autorités françaises sont découvertes à Villefranche et Perpignan. Le Bret, lieutenant général du roi en Roussillon, est battu le 21 mai par les Espagnols à Saint-Jean-de-Pagès qui s'emparent du fort de Bellegarde. Seule Prat-de-Mollo résiste. En 1674, Josep de la Trinxeria et ses Miquelets rejoints de nombreux partisans multiplient les opérations de guérilla. Ils attaquent un convoi partant de  Villefranche-de-Conflent pour ravitailler Fort-les-Bains (Amélie-les-Bains) et s'empare d'une quantité importante de munitions. Devant les succès de Josep de la Trinxeria, le maréchal Schomberg écrit à Louvois le 6 septembre 1674 en lui suggérant d'essayer de gagner Trinxeria à la cause française par des promesses et son pardon. En 1675, il est à Gérone. Il est, peu après, bloqué par le maréchal Schomberg dans le fort de Bellegarde d'où il réussit à s'échapper.
En 1689, Trinxeria est promu colonel dans l'armée d'Espagne. L'armée du duc de Noailles ayant réussi à faire passer des canons par le col d'Ares, elle met le siège à la place de Camprodon et la prend le 23 mai. Les Miquelets espagnols commandés par Trinxeria attaquent les Français le 19 mai et sont repoussés. Ils lui reprochent de ne pas les avoir informés du mouvement des troupes françaises et l'abandonnent. C'est la dernière mention de Josep de la Trinxeria commandant des Miquelets espagnols.

## Famille
Josep de la Trinxeria a eu trois fils : Ignasi, Josep et Blai (Blas). Josep de Trinxeria a été capitaine d'une unité de cavaliers cuirassés, puis gouverneur de la place de Camprodon et le roi Charles II l'a fait noble de la Principauté de Catalogne.
Son fils, don Blas de la Trinxeria, ou Blai de Trinxeria, né à Olot en 1663, a commandé les Miquelets espagnols en 1694. Il a été brigadier dans l'armée espagnole et a été envoyé à Naples avec des troupes en 1702,. Fidèle à Philippe V, il a été nommé gouverneur de Monzón et de Tarragone, plus tard commandant général d'Aragon.
À partir du milieu du XVIIIe siècle, la famille a adopté la graphie castillane de Trinchería, en place de Trinxeria. La maison familiale à Olot a été transformée en musée.

### Biographie
- Abbé Jean Capeille, « Joseph de la Trinxeria (XVIIe siècle) », dans Dictionnaire de biographies roussillonnaises, 1914 (lire en ligne)
- Alice Marcet, « Les conspirations de 1674 en Roussillon : Villefranche et Perpignan », dans Annales du Midi, 1974, tome 86, no 118, p. 275-296 (lire en ligne)
- Alain Ayats, Les guerres de Josep de La Trinxeria (1637-1694). La guerre du sel et les autres, Llibres Del Trabucaire (Collection Història), Perpignan, 1997,  (ISBN 978-2-905828-75-0) ; 435p.